# Veines lombaires
Les veines lombaires (ou lombales) sont des veines qui longent l'intérieur de la paroi abdominale postérieure. Elles sont l'équivalence lombaire des veines intercostales postérieures, et sont unies par la veine lombaire ascendante.

## Disposition
Il y a 4 ou 5 veines qui accompagnent les artères lombaires, la veine étant au-dessus de l'artère (même disposition que dans les faisceaux neurovasculaires intercostaux). 
Les première et deuxième veines lombaires rejoignent généralement la veine lombaire ascendante plutôt que la veine cave inférieure, qui rejoint ensuite la veine subcostale du même côté pour former la veine azygos à droite ou la veine hémi-azygos à gauche.  
Les autres veines lombaires à gauche passent derrière l'aorte abdominale pour atteindre la veine cave inférieure et se trouvent toutes derrière les troncs sympathiques. 
Elles reçoivent des rameaux dorsaux, spinaux et intervertébraux.